# Барселона (Таррафал)
Клуб Дешпортіву Амабуш Барселона Таррафал або просто Барселона (Таррафал) (порт. Club Desportivo Amabox Barcelona Tarrafal) — професіональний кабовердійський футбольний клуб з міста Таррафал, на острові Сантьягу.

## Історія
Команду було засновано 31 липня 1995 року в місті Таррафал в північній частині острова Сантьягу. Барселона (Таррафал) виграв два острівних чемпіонства, в 2000 році та останній на сьогодні в 2003 році. Починаючи з сезону 2012/13 року клуб припинив виступи в Чемпіонаті острова Сантьягу (Північ).

## Стадіон
Домашній стадіон клубу «Ештадіу Мунісіпал» розташований приблизно в 1 км на південь від дороги, що з'єднує столицю країни місто Прая, з містами Таррафал та Чау Бум.

## Досягнення
- Чемпіонат острова Сантьягу (Північ): 2 перемоги

1999/00, 2002/03

## Історія виступів у чемпіонатах та кубках

### Національний чемпіонат
| Сезон | Див. | Міс. | Іг. | В | Н | П | ЗМ | ПМ | РМ | О | Кубок | Примітки     | Плей-оф         |
| ----- | ---- | ---- | --- | - | - | - | -- | -- | -- | - | ----- | ------------ | --------------- |
| 2003  | 1B   | 1    | 5   | 0 | 3 | 2 | 4  | 8  | -4 | 3 |       | Не пробилися | Не брали участі |

### Острівний чемпіонат
| Сезон     | Див. | Міс. | Іг. | В | Н | П | ЗМ | ПМ | РМ | О | Кубок | Суперкубок | Примітки                          |
| --------- | ---- | ---- | --- | - | - | - | -- | -- | -- | - | ----- | ---------- | --------------------------------- |
| 1999-2000 | 2    | 1    | -   | - | - | - | -  | -  | -  |   |       |            | Вихід до національного Чемпіонату |
| 2002-03   | 2    | 1    | -   | - | - | - | -  | -  | -  |   |       |            | Вихід до національного Чемпіонату |

## Відомі гравці
- Кріштіану Лопеш Важ (Баллак), грав в 2011 році, його перша футбольна команда